# Крову
Крову (рум. Crovu) — село у повіті Димбовіца в Румунії. Входить до складу комуни Одобешть.
Село розташоване на відстані 47 км на захід від Бухареста, 37 км на південь від Тирговіште, 139 км на схід від Крайови, 118 км на південь від Брашова.

## Населення
За даними перепису населення 2002 року у селі проживали 1360 осіб. Рідною мовою 1357 осіб (99,8%) назвали румунську.
Національний склад населення села:
| Національність | Кількість осіб | Відсоток |
| -------------- | -------------- | -------- |
| румуни         | 1007           | 74,0%    |
| цигани         | 351            | 25,8%    |